# Opisthoncus clarus
Opisthoncus clarus là một loài nhện trong họ Salticidae.
Loài này thuộc chi Opisthoncus. Opisthoncus clarus được Eugen von Keyserling miêu tả năm 1883.